# Klaviersonaten Nr. 19 bis 21 (Schubert)

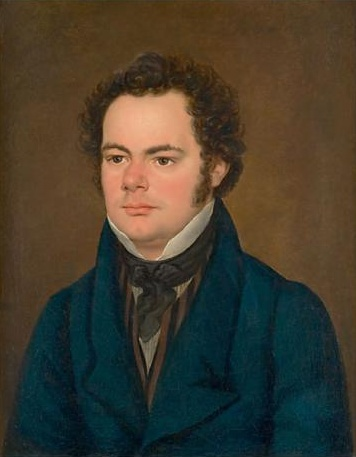
Franz Schubert gegen Ende seines Lebens (Porträt von Anton Depauly)

Die drei Klaviersonaten Nr. 19 bis 21, Deutsch-Verzeichnis 958, 959 und 960, sind die letzten Werke des Komponisten Franz Schubert. Sie entstanden in seinen letzten Lebensmonaten zwischen Frühjahr und Herbst 1828, wurden aber erst 1838–1839 veröffentlicht.
Wie die übrigen Klaviersonaten des Komponisten wurden sie im neunzehnten Jahrhundert als „vernachlässigbar“ angesehen. Im späten zwanzigsten Jahrhundert hat sich jedoch diesbezüglich die öffentliche Meinung – und die der Kritiker – geändert: Schuberts letzte Sonaten werden jetzt zu den wichtigsten und reifsten Werken des Komponisten gezählt, gehören zum „harten Kern“ des Klavier-Repertoires und erscheinen regelmäßig auf Konzertprogrammen und in Aufnahmemedien.
Einer der Hauptgründe für die lange Nichtbeachtung der Schubert’schen Klaviersonaten ist ihre Geringschätzung im Vergleich zu den Klaviersonaten Ludwig van Beethovens. Dieser war zu einem Großteil des kurzen Schubert’schen Lebens noch präsent und aktiv, z. B. mit seinen Diabelli-Variationen, mit denen er zeitgenössische Konkurrenten, darunter auch Schubert, förmlich „erdrückte“, so dass Diabelli Beethovens 33 Variationen über sein Thema in einem Extraband (Band I) abdruckte, während er die Einzelbeiträge der anderen Komponisten als „zweitrangig“ (Band II) behandeln konnte. Im Vergleich zu Beethovens 32 Klaviersonaten wurden die 21 Schubert’schen nicht nur von der Zahl her, sondern von Struktur und „Gehalt“ als deutlich unterlegen angesehen, obwohl die drei letzten Schubert’schen Klaviersonaten konkrete Anspielungen auf Beethoven'sche Kompositionen enthalten (s. u.) und obwohl Schubert Beethoven sehr verehrte.
Spätere musikwissenschaftliche Analysen und Vergleiche haben jedoch ergeben, dass Schuberts letzte Sonaten im individuellen Stil ungewöhnlich reif sind und diese Reife auch inhaltlich vermitteln: Sie werden jetzt hoch gelobt wegen dieses Stils, der sich in ungewöhnlichen zyklischen Form- und Klangeigenschaften, einer spezifischen Kammermusik-Textur und in ungewöhnlich reichem Gefühlsausdruck manifestiert.
Die drei Sonaten sind in verschiedener Hinsicht zyklisch miteinander verknüpft (siehe unten), und zwar im Hinblick auf strukturelle Elemente, Harmonie-Elemente und solche der Melodik. Diese Elemente verbinden in jeder Sonate die verschiedenen Sätze, und ebenso alle drei Sonaten untereinander. Konsequenterweise betrachtet man sie oft als zusammengehörige „Trilogie“; man könnte – in Anspielung auf den Begriff zyklisch – auch von einem „Zyklus aus drei Klaviersonaten“ sprechen. Die Sonaten enthalten auch spezifische Anspielungen auf (und Ähnlichkeiten mit) anderen Schubert’schen Kompositionen, zum Beispiel mit seinem Liederzyklus Winterreise (entstanden im Herbst 1827, also weniger als ein Jahr vor der Klaviersonaten-Trilogie). Diese Verbindungen beruhen auf dem – psychologisch gesehen – „emotional sehr aufgewühlten“ Zustand, in dem sich der Komponist zur Zeit der Entstehung sowohl der Sonaten-Trilogie als auch der „Winterreise“ befand. Dieser „aufgewühlte Zustand“  begünstigt – analog zu den Wirbelzyklen in einer turbulenten Strömung – Zyklenbildung und Interdependenzen aller Art, wird aber oft nur als „sehr persönlich“ und „autobiographisch“ abgetan. In der Tat: in verschiedenen Darstellungen wurden die drei Sonaten – auf Grundlage historischer Belege aus dem Leben des Komponisten – mit konkreten psychologischen Begriffen charakterisiert.

## Entstehungsgeschichte
Das letzte Lebensjahr Schuberts brachte zunehmende öffentliche Anerkennung für sein kompositorisches Schaffen, aber auch die allmähliche Verschlechterung seines Gesundheitszustandes. Am 26. März 1828 gab Schubert zusammen mit anderen Musikern in Wien ein sehr erfolgreiches Konzert mit eigenen Kompositionen, das ihm beträchtliche Einnahmen brachte. Außerdem interessierten sich zwei deutsche Verleger für sein Werk, was insgesamt zu einer kurzen Zeitspanne finanziellen Wohlstandes führte. Aber bereits im Sommer war Schubert wieder „knapp bei Kasse“ und musste einige bereits geplante Reisen aufgeben.
Spätestens 1822 hatte Schubert sich mit Syphilis infiziert und litt unter Schwäche, Kopfschmerz, Benommenheit und Schwindel. Aber er hatte anscheinend bis September 1828 ein ziemlich normales Leben geführt. In diesem Monat kam es zu neuen Krankheitssymptomen, z. B. zu Blutstürzen. Zu diesem Zeitpunkt zog er von Wien, wo er bei Franz von Schober gewohnt hatte, in das eher außerhalb gelegene Haus seines Bruders Ferdinand. Dennoch komponierte er bis in seine letzten Lebenswochen im November 1828 mit ungebrochener Kraft. Unter anderem entstanden seine drei letzten Klaviersonaten.
Wahrscheinlich begann Schubert mit Skizzen zu den Sonaten ungefähr im Frühling des Jahres 1828; die Endversion entstand im September. In diesen Monaten erschienen u. a. auch die drei Impromptus D 946, die Es-Dur-Messe D 950, das Streichquintett D 956 und die Lieder, die posthum den sog. Schwanengesang bildeten. Die letzte Sonate, D 960, wurde am 26. September abgeschlossen, und zwei Tage später spielte Schubert aus der ganzen Trilogie bei einer Abendveranstaltung in Wien. In einem Brief vom 2. Oktober 1828 bot Schubert die drei Sonaten dem Verleger Probst zur Veröffentlichung an. Aber Probst war an den Sonaten nicht interessiert, und am 19. November 1828 starb Schubert.
Im folgenden Jahr verkaufte Schuberts Bruder Ferdinand das Manuskript der Sonaten an den Musikverleger Anton Diabelli, der sie aber erst 1838 oder 1839 publizierte. Schubert hatte die drei Sonaten Johann Nepomuk Hummel widmen wollen, den er sehr verehrt hatte. Aber als die Sonaten 1839 publiziert wurden, war Hummel tot, und Diabelli entschied, die Sonaten stattdessen dem jungen Robert Schumann zu widmen, der verschiedentlich sehr enthusiastisch über Schubert geschrieben hatte.

## Gemeinsame Struktur
Schuberts drei letzte Sonaten haben viele gemeinsame strukturelle Eigenschaften. Jede Sonate besteht aus vier Sätzen, in folgender Ordnung:
1. Der Erste Satz hat immer schnelles bzw. mäßig-schnelles Tempo und ist in Sonatenform angelegt. Die Exposition besteht aus zwei oder drei thematischen und tonalen Einheiten und führt wie fast immer bei klassischer Musik vom Grundton, der sog. Tonika, zur Dominante (in Dur-Tonarten) oder zum zugehörigen Dur-Ton bei Moll-Tonarten (etwa von C nach Es bei c-Moll). Aber, wie oft bei Schubert, involviert das Harmonie-Schema der Exposition Zusatzpassagen mit intermediären Tonarten, die sehr weit von der Tonika-Dominante-Beziehung entfernt liegen können und manchmal gewisse Expositionspassagen mit Übergangscharakter regelrecht „einfärben“ Die Hauptthemen der Exposition stehen oft in Dreiklangsbeziehung, wobei der Mittelabschnitt zu einer anderen Tonart „ausweicht“. Die Themen bilden im Allgemeinen keine symmetrischen Perioden, und unregelmäßige Phrasenlängen kommen häufig vor. Die Exposition endet mit einem Wiederholungszeichen. Die Entwicklungssektion beginnt mit einem abrupten Übergang zu einem neuen Tonbereich.
2. Der Zweite Satz ist immer langsam, teilweise „schwermütig“, in der Tonart komplementär zu der jeweiligen Tonika und hat A–B–A (ternäre Struktur) oder A–B–A–B–A Form. Die Hauptabschnitte (A und B) kontrastieren in Tonart und Charakter, A ist langsam und meditativ; B ist lauter und bewegt. Der Satz beginnt und endet langsam und ruhig.
3. Das anschließende Scherzo oder Menuett ist in der jeweiligen Tonika komponiert, wobei das Trio in einer anderen Tonart steht. Ein Scherzo genannter Satz ist in ternärer Form (A-B-A) gehalten, wobei der B-Abschnitt in eigenen Tonarten komponiert ist – Tonarten, die in den vorangegangenen Sätzen eine prominente bzw. dramatische Rolle spielten. Das Trio ist in binärer oder ternärer Form gehalten.
4. Das abschließende Finale verläuft in mäßiger oder schneller Geschwindigkeit in Sonaten- oder Rondo-Form. Die Themen des Satzes sind gekennzeichnet von langen Melodiepassagen, mit unerbittlich dahinfließenden Begleittönen im Bass. Die Exposition wird diesmal nicht wiederholt. Der Entwicklungsabschnitt ist hier in einfacherem Stil gehalten als im ersten Satz, mit häufigen Modulationen, Fortsetzungssequenzen und Fragmentierungen des ersten Themas der Exposition (oder des Rondo-Hauptthemas).[19] Die Wiederholung ist der Exposition sehr ähnlich, mit den minimalen Änderungen in der Harmonik, die nötig sind, damit der Abschnitt in der Tonika endet; das zweite Thema ist bei seinem Wiedererscheinen ungeändert, nur um eine Quart nach oben transponiert. Die Coda basiert auf dem ersten Thema der Exposition. Es ist aus zwei Teilen zusammengesetzt, von denen der erste ruhig und verhalten ist, wodurch er eine Aura der Erwartung erzeugt, während der zweite bewegt ist und die finale Spannung in entschiedene Bewegung „entlädt“, die schließlich in Fortissimo-Akkorden auf der Tonika endet.

## Die Sonaten im Einzelnen

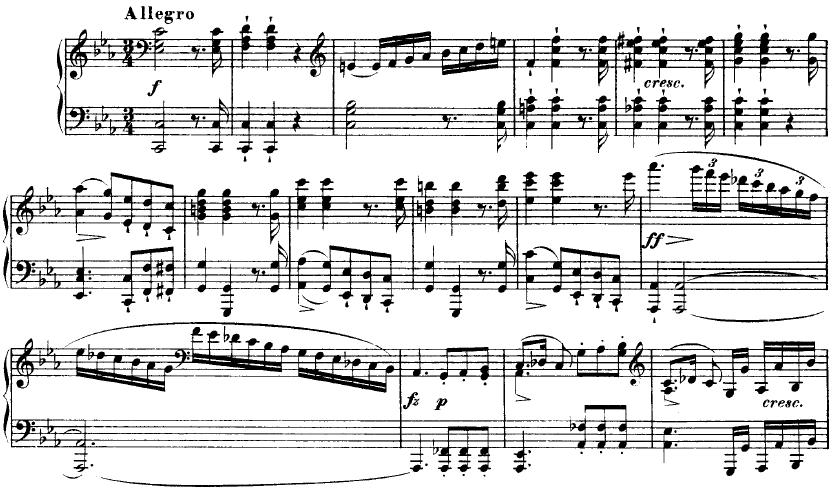
Beginn der drittletzten Sonate (Nr. 19, c-Moll, D 958)

### Schuberts drittletzte Sonate: Klaviersonate Nr. 19, c-Moll, D 958
1. Allegro.
2. Adagio in As-Dur, Form: A-B-A-B-A.

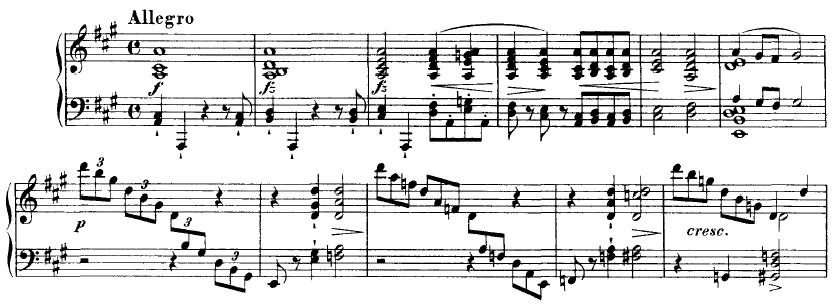
Beginn der vorletzten Sonate (Nr. 20, A-Dur, D 959)

3. Menuetto: Allegro – Trio.
4. Allegro.

### Schuberts vorletzte Sonate: Klaviersonate Nr. 20, A-Dur, D 959
1. Allegro.
2. Andantino in fis-Moll, Form: A-B-A.
3. Scherzo: Allegro vivace – Trio: Un poco più lento.

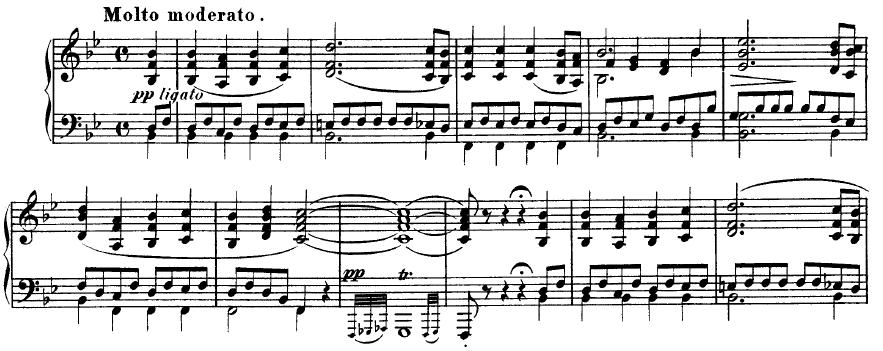
Beginn der letzten Sonate (Nr. 21, B-Dur, D 960)

4. Rondo. Allegretto – Presto.

### Schuberts letzte Sonate: Klaviersonate Nr. 21, B-Dur, D 960
1. Molto moderato.
2. Andante sostenuto in cis-Moll, Form: A-B-A.
3. Scherzo: Allegro vivace con delicatezza – Trio.

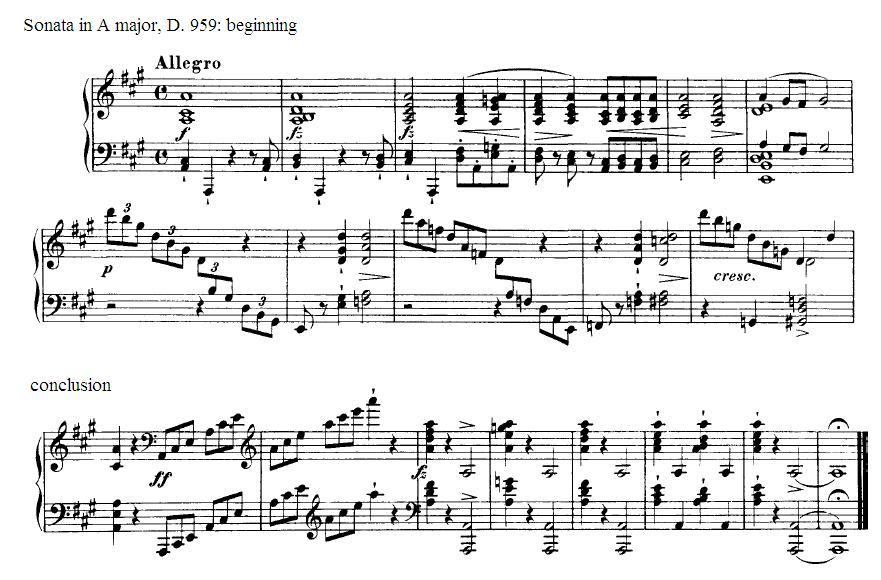
Eröffnungs- und End-Takte der vorletzten Sonate (A-Dur). Man beachte die auftretenden Krebs-Beziehungen der zweiten und dritten Reihe (Beginn des 1. und Ende des 4. Satzes)

4. Allegro, ma non troppo – Presto.

## Zyklismen

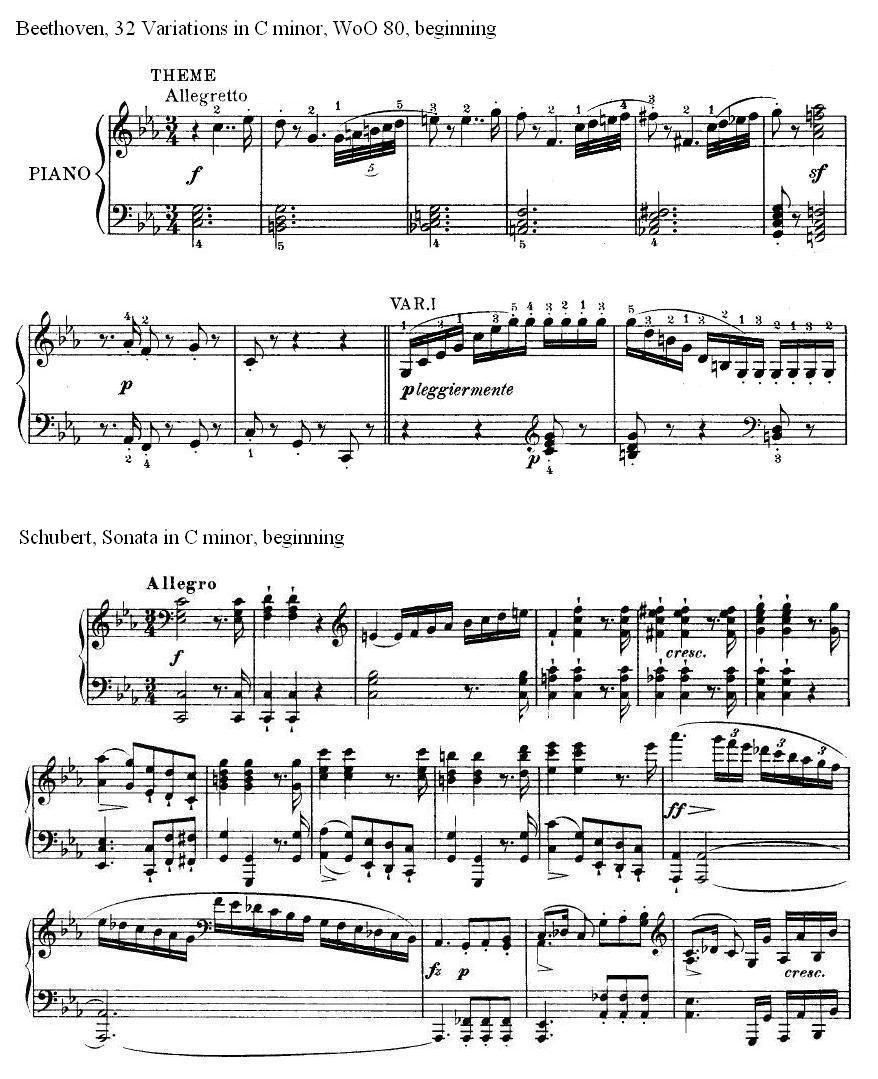
Anfangstakte der c-Moll-Sonate (D 958) zitieren das Thema von Beethovens 1806 entstandenen „32 Variationen über ein eigenes Thema in c-Moll“

Zu den oben erwähnten Zyklismen der Sonaten gehören u. a. Krebsgang-Beziehungen. Das heißt, dass ein musikalisches Motiv im Rückwärtsgang wiedererscheint, eventuell nach sehr langer Zeit.
Besonders manifest wird aber die zyklische Struktur der drei Sonaten an einem extremen Beispiel der vorletzten Sonate, der A-Dur-Sonate D 959: Im Scherzo der Sonate wird eine heitere Passage in C-Dur urplötzlich durch eine wilde Abwärtsbewegung in cis-Moll unterbrochen. In der drittletzten Sonate tritt im Trio unvermittelt eine lange Pause auf, bevor der Satz mit einem neuen Abschnitt in geheimnisvoller Atmosphäre fortgesetzt wird.

## Einflüsse Beethovens
Es ist bekannt, dass Schubert den Komponisten Ludwig van Beethoven sehr bewunderte. Dies manifestiert sich auch in Schuberts drei letzten Klaviersonaten:
1. Der Anfang der drittletzten Sonate in c-Moll ist fast identisch mit dem Thema der 1806 entstandenen Beethoven'schen 32 Variationen über ein eigenes Thema in c-Moll.[21] Der Einfluss des zweiten Satzes Adagio cantabile aus Beethovens Pathétique- Sonate Op. 13 ist auch in einer Reihe seiner Begleitmuster und Strukturen zu spüren.[22]
2. Die Struktur des Finales der vorletzten Sonate in A-Dur ist entliehen vom Finale der Beethoven’schen Klaviersonate Op. 31, Nr. 1.[23]

Aber Schubert wich in vielen Beispielen auch von Beethoven'schen Vorbildern ab, selbst dann, wenn er durch ihn beeinflusst wurde. Das vielleicht beste Beispiel dafür ergibt sich aus dem bereits erwähnten Finale der A-Dur-Sonate: Obwohl Schubert mit Themen gleicher Dauer arbeitet, ist der Sonatensatz Schuberts viel länger als der Beethovens. Die zusätzliche Länge ergibt sich aus verschiedenen Episoden der Rondo-Struktur.

## Ein Kurzvergleich der drei Sonaten
Obwohl die drei Sonaten, wie erwähnt, einen Zyklus bilden, sind sie durchaus von unterschiedlichem Charakter: Besonders „wild“ und „aufwühlend“ erscheint die erste, D958, die gleich mit einer eruptionsartigen Folge heftiger Akkorde beginnt, während die dritte, D960, zu Beginn eher „gleichmäßig dahinfließt“ und erst im weiteren Verlauf einen aufwühlenden Charakter bekommt. Die zweite der drei Sonaten steht im Charakter eher „dazwischen“.

## Rezeption, Kritik und Fortwirken
Schuberts Klaviersonaten wurden das gesamte 19. Jahrhundert hindurch als „vernachlässigbar“ angesehen, oft weil sie als „zu lang“ beurteilt wurden, oder weil ihnen „die formale Kohärenz“ und „der pianistische Glanz“ abgesprochen wurden usw. Aber zwei bedeutende Komponisten der Romantik nahmen besonders die drei letzten Sonaten ernst: Schumann und Brahms.
- Robert Schumann, dem die Sonaten ja (wie oben berichtet) gewidmet wurden, referierte 1838 darüber in seiner Neuen Zeitschrift für Musik anlässlich der Publikation der Sonaten. Er äußerte sich ziemlich enttäuscht.[26]
- Brahms’ Urteil wich davon ab. Er äußerte den Wunsch, „die Sonaten gründlich zu studieren.“ Clara Schumann erwähnte in ihrem Tagebuch, dass Brahms die letzte Sonate gespielt habe, und pries seine Interpretation.[27]

Die negative Haltung gegenüber Schuberts Klaviersonaten hielt bis weit ins 20. Jahrhundert an. Erst als sich Schuberts Tod zum hundertsten Mal jährte, wurde man ernsthaft auf diese Werke aufmerksam, und es kam zu öffentlichen Aufführungen durch Artur Schnabel und Eduard Erdmann. Während der folgenden Jahrzehnte weckten Schuberts Klaviersonaten – und speziell die letzten drei – wachsende Aufmerksamkeit. Gegen Ende des 20. Jahrhunderts wurden sie als „ganz große Werke“ angesehen, erschienen regelmäßig in Konzertprogrammen prominenter Pianisten, wurden als „gleichwertig“ mit den späten Beethoven'schen Klaviersonaten erachtet usw. Die B-Dur-Sonate, D 960, die allerletzte, hat unter ihnen die größte Zustimmung und Popularität gewonnen.

## Editionen und Diskographie
Heutzutage sind mehrere anspruchsvolle Editionen von Schuberts drei letzten Sonaten erhältlich, nämlich die von Bärenreiter, Henle, Universal sowie von Oxford University Press, die jedoch teilweise von prominenten Interpreten kritisiert wurden.
Interpretiert bzw. eingespielt wurden die Werke von zahlreichen Pianisten, wobei einige alle drei Sonaten aufgenommen haben.
Joachim Kaiser hat in seiner Sammlung Klavier Kaiser – auf drei verschiedene CDs verteilt – auch Interpretationen der drei letzten Schubert’schen Klaviersonaten veröffentlicht, gespielt von Alfred Brendel (D 958), Claudio Arrau (D 959) bzw. von Artur Schnabel (D 960).
- Die gesamte Trilogie haben aufgenommen (Auswahl): Leif Ove Andsnes, Claudio Arrau, Malcolm Bilson (auf historischem Fortepiano), Alfred Brendel (mehrere Aufnahmen), Richard Goode, Wilhelm Kempff, Walter Klien, Stephen Kovacevich, Anton Kuerti, Paul Lewis, Radu Lupu, Alan D. Marks, Murray Perahia, Maurizio Pollini, András Schiff, Andreas Staier, Mitsuko Uchida, Tobias Koch (auf einem originalen Hammerflügel von Conrad Graf[31])
- Die Sonate Nr. 19 in c-Moll (D 958): Swjatoslaw Richter.
- Die Sonate Nr. 20 in A-Dur (D 959): Vladimir Ashkenazy, Jorge Bolet, Christoph Eschenbach, Bruce Hungerford, Murray Perahia,[A 3] Artur Schnabel, Rudolf Serkin, Krystian Zimerman.
- Die Sonate Nr. 21 in B-Dur (D 960): Waleri Pawlowitsch Afanassjew, Géza Anda, Paul Badura-Skoda, Daniel Barenboim (2 Einspielungen), Bruce Hungerford, Clifford Curzon, Jörg Demus, Eduard Erdmann, Leon Fleisher (2 Einspielungen), Clara Haskil, Vladimir Horowitz (2 Einspielungen), Maria João Pires, Menahem Pressler, Swjatoslaw Richter (4 Einspielungen), Arthur Rubinstein (2 Einspielungen), Artur Schnabel, Rudolf Serkin (2 Einspielungen), Vladimir Sofronitzky, Dina Ugorskaja, Krystian Zimerman.

## Audiodateien
| David H. Porter | Randolph Hokanson |
| --------------- | ----------------- |
|                 |                   |

## Weiterführende und referenzierte Literatur
- Eva Badura-Skoda: The Piano Works of Schubert. In: Nineteenth-Century Piano Music, Hrsg. R. Larry Todd (Schirmer, 1990), 97–126.
- Paul Badura-Skoda: Schubert as Written and as Performed. In: The Musical Times 104, Nr. 1450 (1963), 873–874.
- Alfred Brendel: Schubert’s Last Sonatas. In: Music Sounded Out: Essays, Lectures, Interviews, Afterthoughts, au. Alfred Brendel (Farrar, Straus and Giroux, 1991), 72–141.
- Alfred Brendel: Schubert’s Piano Sonatas, 1822–1828. In: Musical Thoughts and Afterthoughts, au. Alfred Brendel (Noonday, 1991).
- Clive Brown: Schubert’s Tempo Conventions. In: Schubert Studies, Hrsg. Brian Newbould (Ashgate, 1998).
- Maurice J. E. Brown: Drafting the Masterpiece. In: Essays on Schubert, Hrsg. Maurice J. E. Brown (St. Martin's Press, 1966).
- Maurice J. E. Brown: Towards an Edition of the Pianoforte Sonatas. In: Essays on Schubert, Hrsg. Maurice J. E. Brown (St. Martin's Press, 1966), 197–216.
- Scott Burnham: Schubert and the Sound of Memory. In: The Musical Quarterly 84, Nr. 4 (2000), 655–663.
- Stephen Edward Carlton: Schubert’s Working Methods: An Autograph Study with Particular Reference to the Piano Sonatas (PhD diss., University of Pittsburgh, 1981).
- Martin Chusid: Cyclicism in Schubert’s Piano Sonata in A major (D 959). In: Piano Quarterly 104 (1978), 38–40.
- Richard L. Cohn: As Wonderful as Star Clusters: Instruments for Gazing at Tonality in Schubert. In: 19th Century Music 22, Nr. 3 (1999), 213–232.
- Edward T. Cone, Musical Form and Musical Performance (New York: Norton), 52–54.
- Edward T. Cone: Schubert’s Beethoven. In: The Musical Quarterly 56 1970, S. 779–793.
- Edward T. Cone: Schubert’s Unfinished Business. In: 19th-Century Music 7, Nr. 3, 1984, S. 222–232.
- Otto Erich Deutsch, Franz Schubert’s Letters and Other Writings (New York: Vienna House, 1974).
- Walther Dürr: Klaviermusik. In: Walther Dürr, Arnold Feil (Hrsg.): Franz Schubert. Philipp Reclam, Stuttgart 1991.
- Alfred Einstein, Schubert: A Musical Portrait (New York: Oxford, 1951).
- Charles Fisk: Returning Cycles: Contexts for the Interpretation of Schubert’s Impromptus and Last Sonatas. Norton, 2001.
- Charles Fisk: Schubert Recollects Himself: the Piano Sonata in C minor, D 958. In: The Musical Quarterly 84, Nr. 4, 2000, S. 635–654.
- Charles Fisk: What Schubert’s Last Sonata Might Hold. In: Jenefer Robinson (Hrsg.): Music and Meaning. 1997, S. 179–200.
- Walter Frisch, Alfred Brendel, ‘Schubert’s Last Sonatas’: An Exchange. In: The New York Review of Books. 36, Nr. 4, 1989. Abgerufen am 5. Dezember 2008.
- Arthur Godel: Schuberts Letzte Drei Klaviersonaten: Entstehungsgeschichte, Entwurf und Reinschrift, Werkanalyse (Baden-Baden: Valentin Koerner, 1985).
- Peter Gulke: Franz Schubert und seine Zeit (Laaber, 1991).
- Albert Lyle Hanna,: A Statistical Analysis of Some Style Elements in the Solo Piano Sonatas of Franz Schubert (PhD diss., Indiana University, 1965).
- Robert S. Hatten: Schubert The Progressive: The Role of Resonance and Gesture in the Piano Sonata in A, D 959. In: Integral 7 (1993), 38–81.
- Ernst Hilmar: Verzeichnis der Schubert-Handschriften in der Musiksammlung der WienerStadt- und Landesbibliothek (Kassel, 1978), 98–100.
- Hans-Joachim Hinrichsen: Untersuchungen zur Entwicklung der Sontenform in der Instrumentalmusik Franz Schuberts (Tutzing: Hans Schneider, 1994).
- Roy Howat: Architecture as Drama in Late Schubert. In: Brian Newbould (Hrsg.): Schubert Studies. Ashgate, 1998, S. 166–190.
- Roy Howat: Reading between the Lines of Tempo and Rhythm in the B-flat Sonata, D960. In: Brian Newbould (Hrsg.): Schubert the Progressive: History, Performance Practice, Analysis. Ashgate, S. 117–137.
- Roy Howat: What Do We Perform? In: John Rink (Hrsg.): The Practice of Performance. Cambridge University Press, Cambridge 1995.
- Joseph Kerman: A Romantic Detail in Schubert’s „Schwanengesang“. In: The Musical Quarterly 48, Nr. 1 (1962), 36–49.
- William Kinderma: Schubert’s Piano Music: Probing the Human Condition. In: The Cambridge Companion to Schubert. In: The Musical Quarterly. Cristopher H. Gibbs (Cambridge University Press, 1997), 155–173.
- William Kinderma: Schubert’s Tragic Perspective. In: Schubert: Critical and Analytical Studies. In: The Musical Quarterly. Walter Frisch (University of Nebraska Press, 1986), 65–83.
- William Kinderma: Wandering Archetypes in Schubert’s Instrumental Music. In: 19th-Century Music 21, Nr. 2 (1997), 208–222.
- Hans Költzsch: Franz Schubert in seinen Klaviersonaten (1927; rpt. Hildesheim, 1976).
- Richard Kramer: Posthumous Schubert. In: 19th-Century Music 14, Nr. 2 (1990), 197–216.
- Andreas Krause: Die Klaviersonaten Franz Schuberts: Form, Gattung, Aesthetik (Basel, London, New York: Bärenreiter, 1992).
- Marston, Nicholas: Schubert’s Homecoming. In: Journal of the Royal Musical Association 125, Nr. 2 (2000), 248–270.
- Elizabeth Norman McKay: Franz Schubert: A Biography (New York: Clarendon Press, 1997).
- Paul Mies: Die Entwurfe Franz Schuberts zu den letzten drei Klaviersonaten von 1828. In: Beitrage zur Musikwissenschaft 2 (1960), 52–68.
- Misch, Ludwig, Beethoven Studies (Norman, 1953).
- David Montgomery: Franz Schubert’s Music in Performance: Compositional Ideals, Notational Intent, Historical Realities, Pedagogical Foundations (Pendragon, 2003).
- David Montgomery: Modern Schubert Interpretation in the Light of the Pedagogical Sources of his Day. In: Early Music 25, Nr. 1 (1997), 100–118.
- David Montgomery: et al.: Exchanging Schubert for schillings. In: Early Music 26, Nr. 3 (1998), 533–535.
- Brian Newbould: Schubert: The Music and the Man (University of California Press, 1999).
- William S. Newman: Freedom of Tempo in Schubert’s Instrumental Music. In: The Musical Quarterly 61, Nr. 4 (1975), 528–545.
- PeterPesic: Schubert’s dream. In: 19th-Century Music 23, Nr. 2 (1999), 136–144.
- John Reed: Schubert (London: Faber and Faber, 1978).
- Charles Rosen, The Classical Style (New York, 1971), 456–458.
- Charles Rosen: The Romantic Generation (Cambridge, Massachusetts: Harvard University Press, 1995).
- Charles Rosen: Schubert and the Example of Mozart. In: Schubert the Progressive: History, Performance Practice, Analysis, Hrsg. Brian Newbould (Ashgate), 1–20.
- Charles Rosen: Schubert’s Inflections of Classical Form. In: The Cambridge Companion to Schubert, Hrsg. Cristopher H. Gibbs (Cambridge University Press, 1998), 72–98.
- Charles Rosen: Sonata Forms, revised edition (Norton, 1988).
- András Schiff: Schubert’s Piano Sonatas: Thoughts about Interpretation and Performance. In: Schubert Studies, Hrsg. Brian Newbould (Ashgate, 1998), 191–208.
- Franz Schubert: Drei grosse Sonaten fur das Pianoforte, D958, D959 und D960 (Frühe Fassungen). Faksimile nach den Autographen in der Wiener Stadt- und Landesbibliothek, Nachwort von Ernst Hilmar (Tutzing: Hans Schneider, 1987).
- Robert Schumann: Schubert’s Grand Duo and Three Last Sonatas. In: Schumann on Music: A Selection from the Writings, Hrsg. Henry Pleasants (Dover), 141–144.
- Desmond Shawe-Taylor: et al.: Schubert as Written and as Performed. In: The Musical Times. 104, Nr. 1447 (1963), 626–628.
- Maynard Solomon: Franz Schubert’s 'My Dream'. In: American Imago 38 (1981), 137–54.
- Donald Francis Tovey: Tonality, Music & Letters 9, Nr. 4 (1928), 341–363.
- Ivan F. Waldbauer: Recurrent Harmonic Patterns in the First Movement of Schubert’s Sonata in A major, D 959. In: 19th Century Music. 12, Nr. 1 (1988), 64–73.
- James Webster: Schubert’s Sonata Form and Brahms's First Maturity., Teil I, 19th Century Music 2, Nr. 1 (1978), 18–35.
- James Webster: Schubert’s Sonata Form and Brahms's First Maturity., Teil II, 19th Century Music 3 (1979), 52–71.
- Arnold Whittall: The Sonata Crisis: Schubert in 1828. In: The Music Review 30 (1969), 124–129.
- Robert Winter: Paper Studies and the Future of Schubert Research. In: Eva Badura-Skoda, Peter Branscombe (Hrsg.): Schubert Studies: Problems of Style and Chronology. Cambridge University Press, 1982.
- Konrad Wolff: Observations on the Scherzo of Schubert’s B-flat major Sonata, op. posth. In: Piano Quarterly. 92 (1975–1976), S. 28–29.
- Peggy Woodford: Schubert (Omnibus Press, 1984).
- Irit Yardeni: Major/Minor Relationships in Schubert’s Late Piano Sonatas (1828) (Doktorarbeit, Bar-Ilan University, 1996) (Hebräisch).